# Cardamine glauca
Cardamine glauca är en korsblommig växtart som beskrevs av Spreng.. Cardamine glauca ingår i släktet bräsmor, och familjen korsblommiga växter. Inga underarter finns listade i Catalogue of Life.

## Bildgalleri

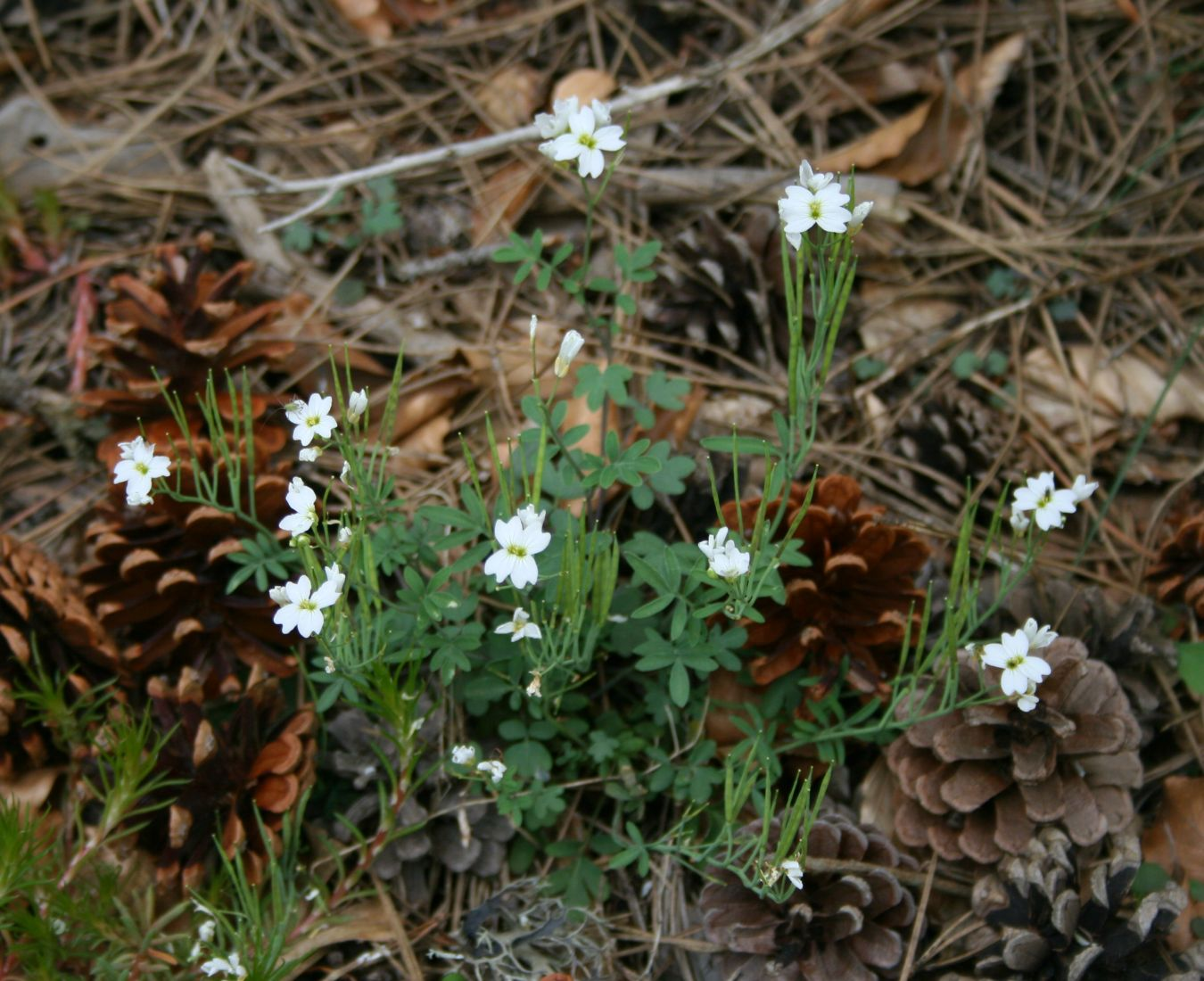